# Remicourt (Lieja)
Remicourt (en való Remicoû) és un municipi de Bèlgica, a la província de Lieja, que forma part de la regió valona que té uns 5354 habitants.

## Geografia
Remicourt es troba a la regió d'Haspengouw una terra de conreu rica (blat, remolatxes…) i és regat pel riu Yerne, un afluent del Jeker.

## Nuclis
- Hodeige
- Lamine
- Momalle
- Pousset
- Remicourt

## Turisme
- Museu de la Hesbaye, un museu que presenta la història d'Haspengouw i el seu patrimoni. Hom i trobarà una secció important dedicada a la fàbrica de desnatadores Jules Mélotte.
- El molí Cavier del segle xix a Momalle